# Euphrasia rostkoviana
Eufrasia officinale (nome scientifico Euphrasia rostkoviana Hayne, 1825) è una piccola pianta erbacea appartenente alla famiglia delle Orobanchaceae.

## Etimologia
Il nome generico (Euphrasia) è stato introdotto nella classificazione scientifica delle piante da Linneo nel 1735 ed è derivato da una parola greca "εuφροσύνη" (= gioia, allegria, diletto, ilarità). Qualche altro testo fa riferimento a una delle “tre Grazie” (celebrate nell'opera più conosciuta di Antonio Canova), chiamata appunto “Eufrosine”, figlia di Zeus. L'epiteto specifico (rostkoviana) è stato dato in onore del medico e naturalista prussiano Fr. W. G. Rostkov (1770 - 1840). L'epiteto specifico comune (“officinale”) fa riferimento alle sue presunte proprietà medicinali (in particolare alla cura della vista).
Il binomio scientifico attualmente accettato (Euphrasia rostkoviana) è stato proposto dal botanico, tassonomista, farmacista e professore Friedrich Gottlob Hayne (1763-1832) nella pubblicazione ""Getreue Darstellung und Beschreibung der in der Arzneykunde Gebrauchlichen Gewachse - ix. t. 7."" del 1825.

## Descrizione

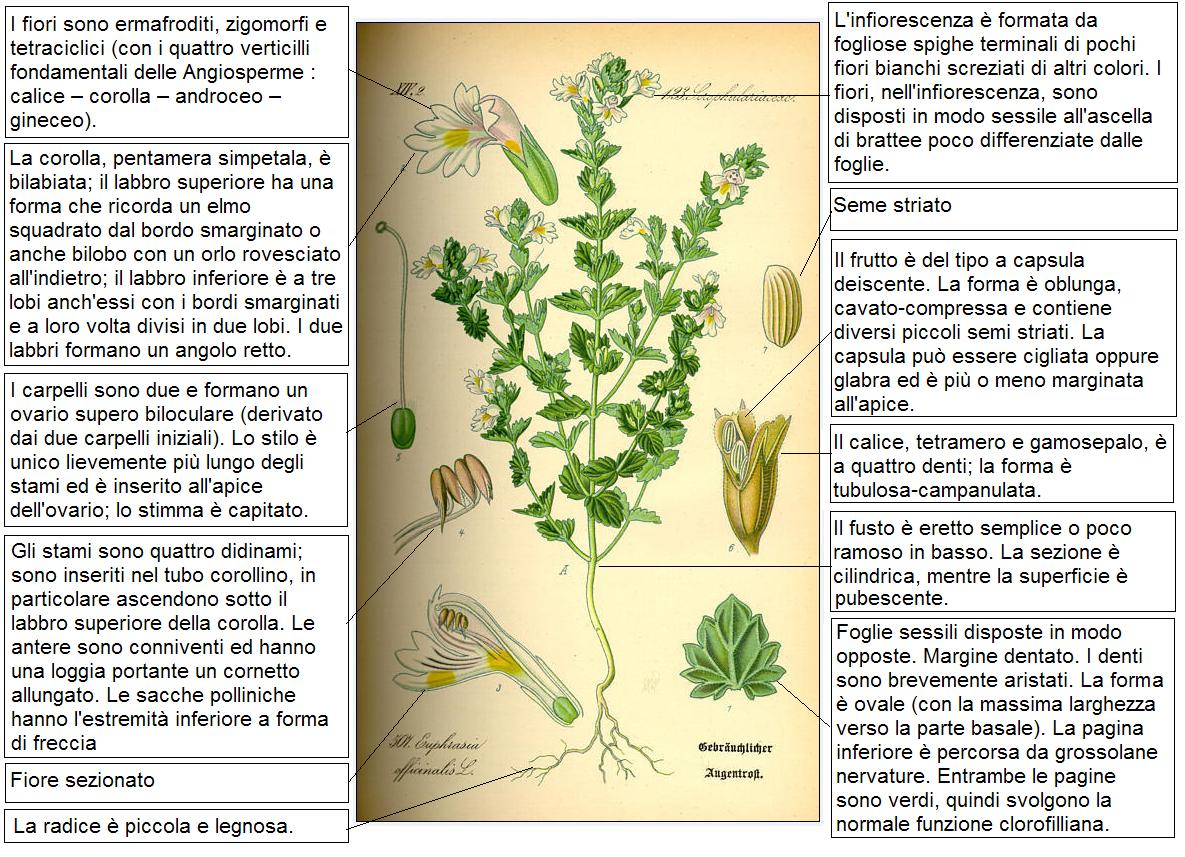
Descrizione delle parti della pianta

È una pianta “emiparassita” : vive sulle radici di altre piante per prelevare acqua e sali minerali, mentre è capace di svolgere la funzione clorofilliana (al contrario delle piante “parassite assolute”). Il portamento è eretto-prostrato e comunque con minime altezze: 10 – 30 cm (minimo 5 cm; massimo 40 cm). La pianta può essere sia glabra che pelosa. La forma biologica è terofita scaposa (T scap), ossia sono piante erbacee che differiscono dalle altre forme biologiche poiché, essendo annuali, superano la stagione avversa sotto forma di seme, sono inoltre munite di asse fiorale eretto con poche foglie.

### Radici
La radice è piccola e legnosa tipo fittone.

### Fusto

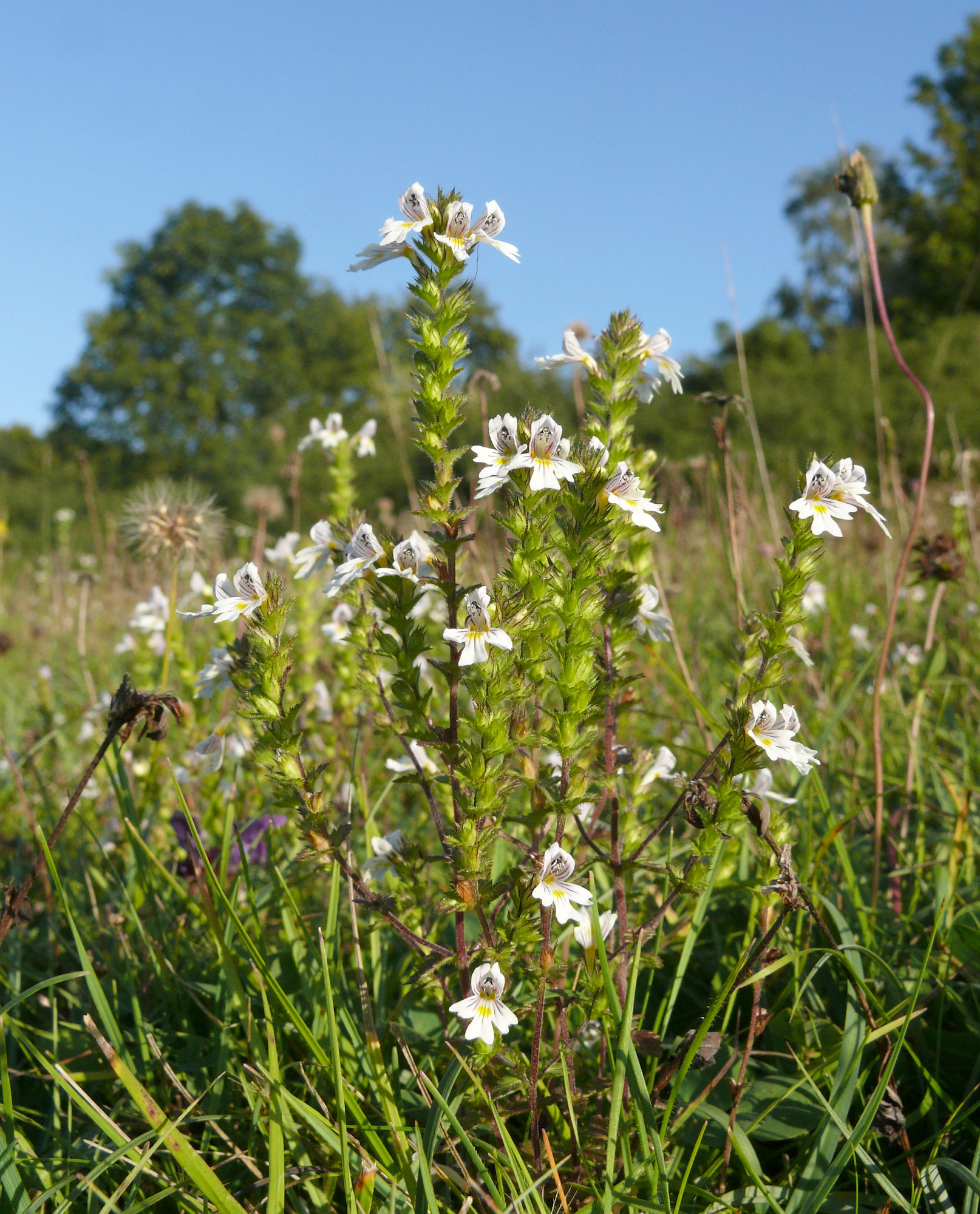
Il portamento
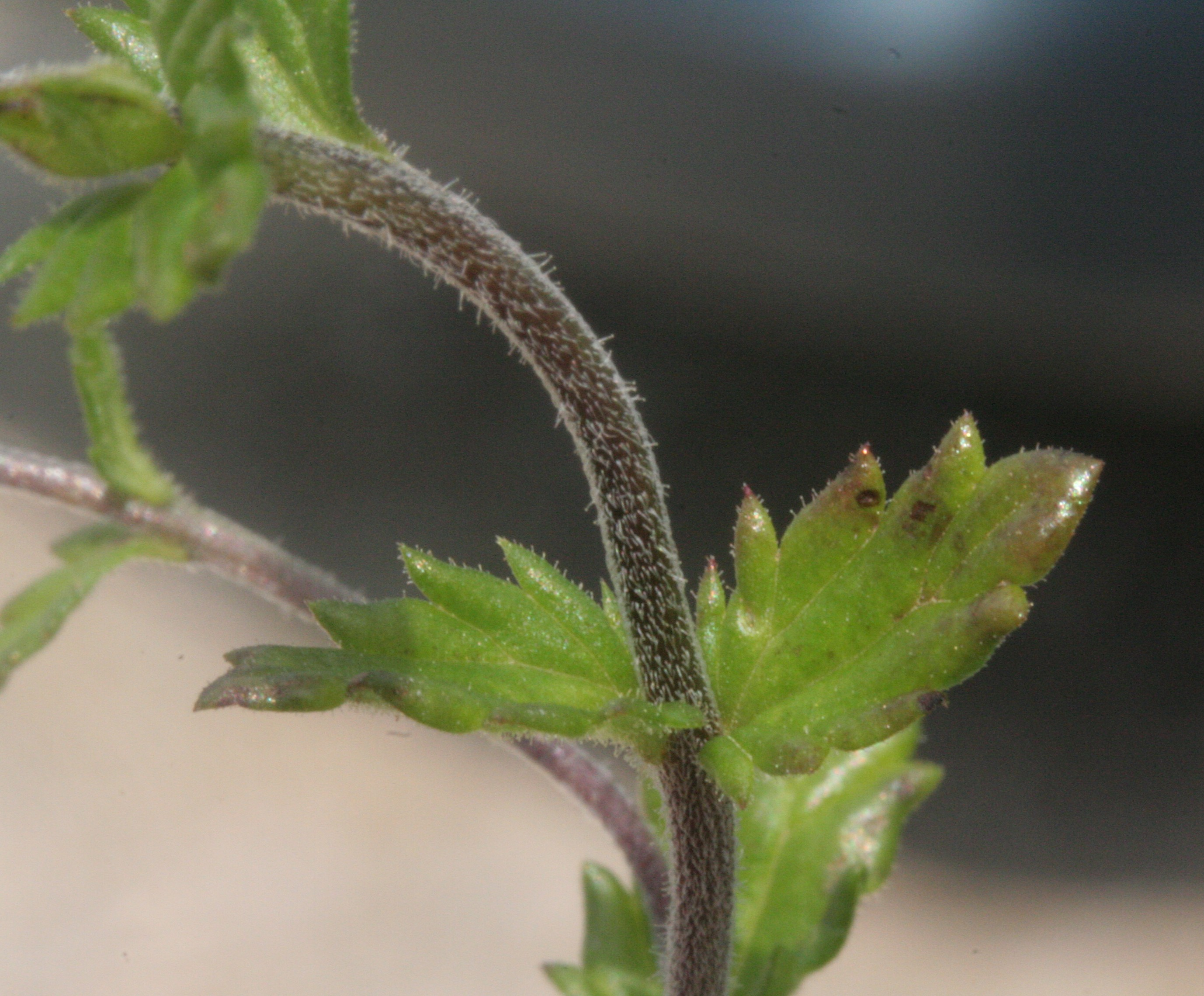
Il fusto Località : La Faverghera (BL), 1413 m s.l.m. - 22/08/2008
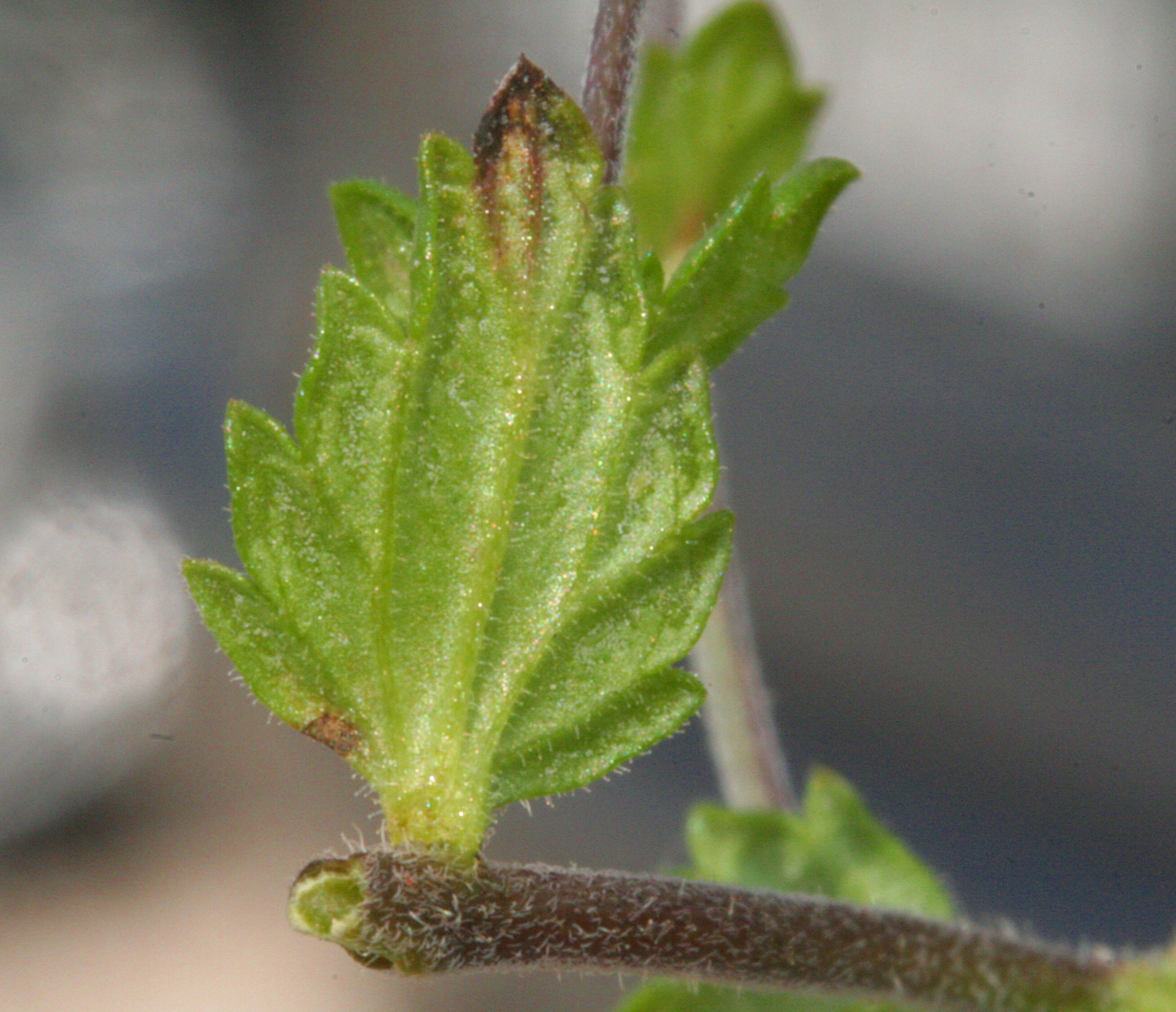
La foglia Località : La Faverghera (BL), 1413 m s.l.m. - 22/08/2008

Il fusto è eretto, semplice o poco ramoso in basso. La sezione è cilindrica, mentre la superficie è rossastra e pubescente. Nella parte alta il fusto può essere ghiandoloso.

### Foglie
Le foglie sono sessili e sono disposte in modo alternato nella parte bassa del fusto, mentre sono disposte in modo opposto nei pressi dell'infiorescenza. Hanno il margine dentato (4 - 6 denti per lato, lunghi 1 – 2 mm, più uno apicale). I denti sono brevemente aristati. La forma è molto variabile (vedi paragrafo “Variabilità”), comunque normalmente è ovale (con la massima larghezza verso la parte basale; più esattamente a 1/3 dalla base). La pagina inferiore è percorsa da grossolane nervature. Entrambe le pagine sono verdi, quindi svolgono la normale funzione clorofilliana. Dimensione delle foglie: larghezza 2,5 – 6 mm; lunghezza 6 – 14 mm.

### Infiorescenza

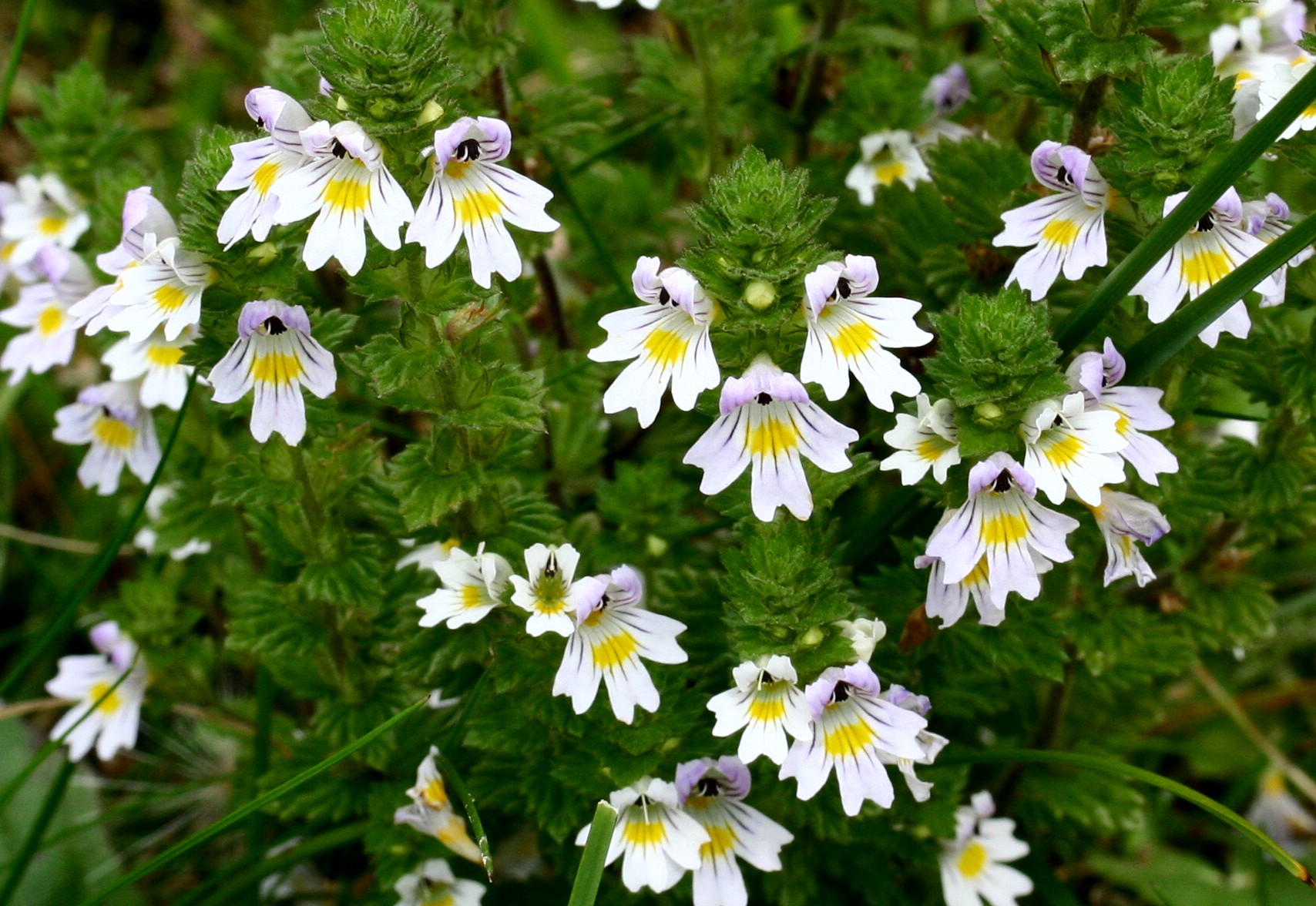
Infiorescenza Località : "Giardino Botanico delle Alpi Orientali", Monte Faverghera (BL), 1500 m s.l.m. - 13/08/2007
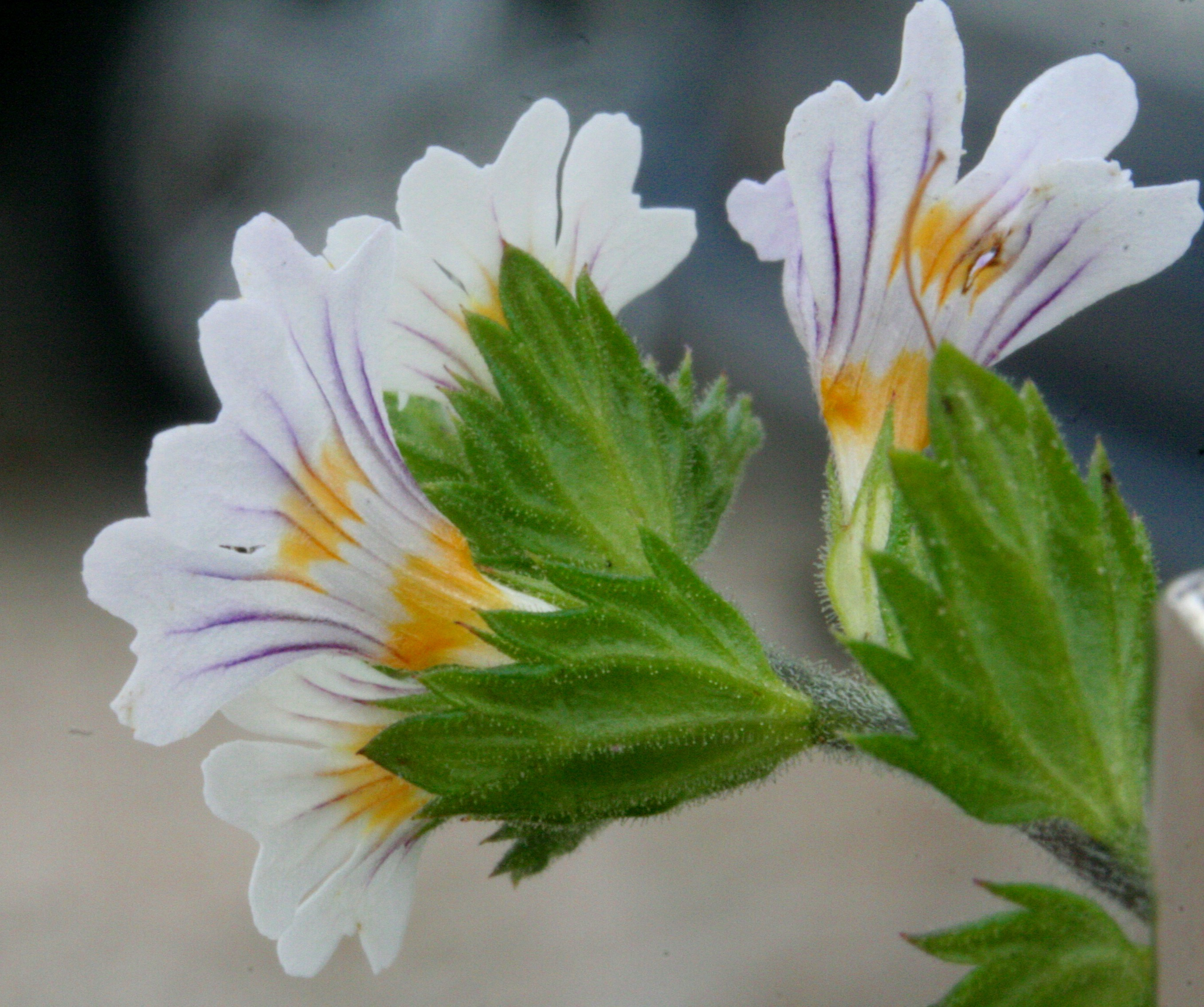
Le brattee Località : La Faverghera (BL), 1413 m s.l.m. - 22/08/2008
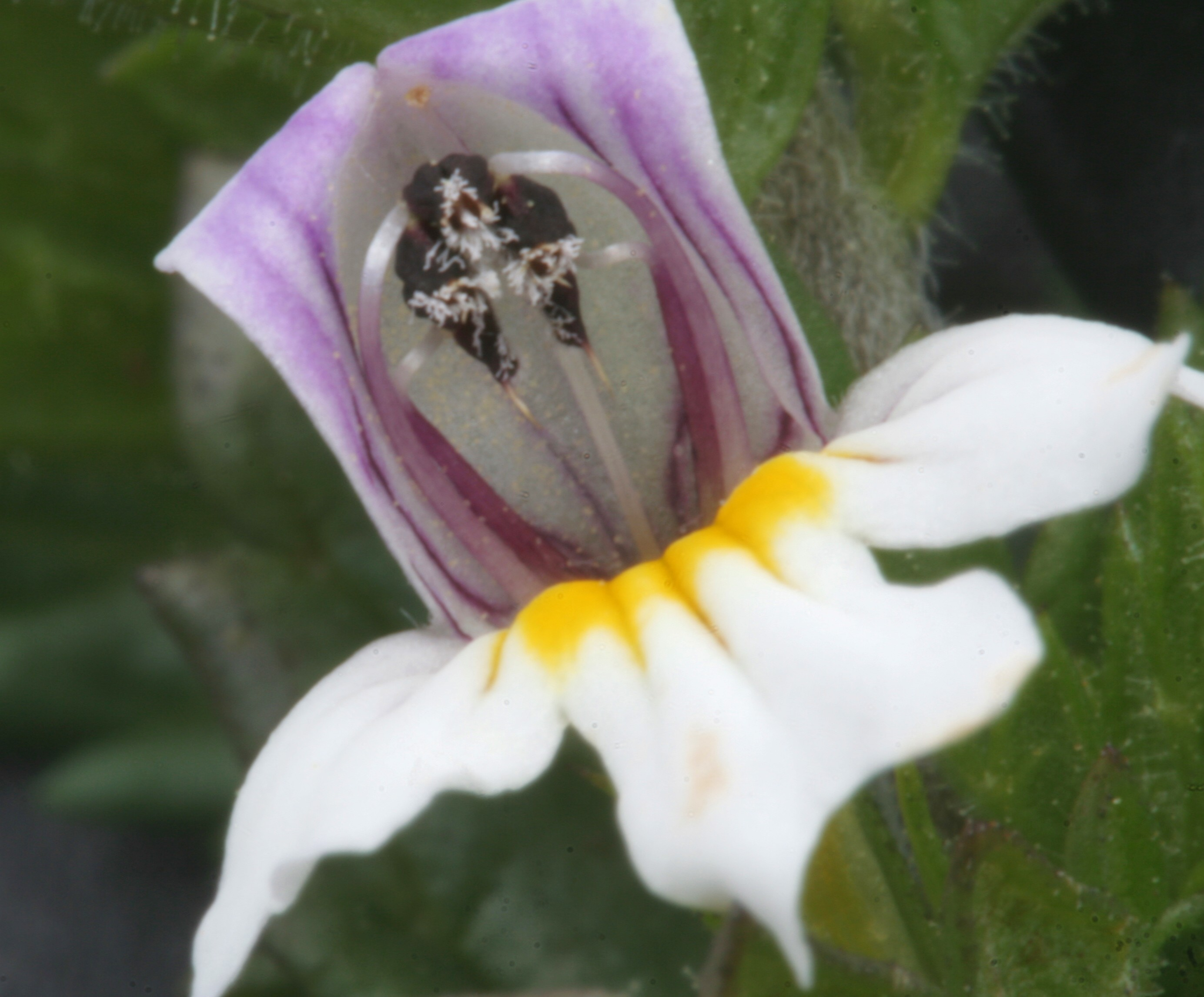
Il fiore Località : Cortina (BL), 1400 m s.l.m. - 22/07/2008

L'infiorescenza è formata da fogliose spighe terminali di pochi fiori bianchi screziati di altri colori. I fiori, nell'infiorescenza, sono disposti in modo sessile all'ascella di brattee poco differenziate dalle foglie. Queste foglie-brattee hanno un rapporto lunghezza/larghezza di circa 1 – 2,5. Sono dentate (4 – 8 denti per lato) e il dente apicale è acuto (con un angolo minore di 90º), mentre i denti laterali hanno un angolo ancora più acuto (minore di 45º). La base è sempre arrotondata. Le foglie-brattee più grandi si trovano a circa 1/3 dell'infiorescenza e sono leggermente più larghe delle foglie vere e proprie. Sono inoltre provviste di peli ghiandolosi.

### Fiore
I fiori sono ermafroditi, zigomorfi e tetraciclici (con i quattro verticilli fondamentali delle Angiosperme: calice – corolla – androceo – gineceo).
- Formula fiorale: per questa pianta viene indicata la seguente formula fiorale:

X, K (4), [C (2+3), A 2+2], G (2), (supero), capsula
- Calice: il calice, gamosepalo, ha quattro denti (tetramero); la forma è tubulosa-campanulata. Lunghezza del calice : 5 – 6 mm.
- Corolla: la corolla, pentamera (a cinque lobi), simpetala, è bilabiata; il labbro superiore ha una forma che ricorda un elmo squadrato dal bordo smarginato o anche bilobo con un orlo rovesciato all'indietro; il labbro inferiore è a tre lobi anch'essi con i bordi smarginati e a loro volta divisi in due lobi. La corolla è priva di sperone, sacco o gozzo. I due labbri formano un angolo retto. Durante la fioritura il tubo corollino si allunga superando così alla fine il calice. Il colore è bianco o lillacino con striature longitudinali violacee e una macchia gialla al centro del lobo inferiore. Lunghezza della corolla : 9 – 14 mm.
- Androceo: gli stami dell'androceo sono quattro didinami; sono inseriti nel tubo corollino, in particolare ascendono sotto il labbro superiore della corolla. Le antere sono conniventi ed hanno una loggia portante un cornetto allungato. Le sacche polliniche hanno l'estremità inferiore a forma di freccia[8],
- Gineceo: i carpelli del gineceo sono due e formano un ovario supero biloculare (derivato dai due carpelli iniziali). Lo stilo è unico lievemente più lungo degli stami ed è inserito all'apice dell'ovario; lo stimma è capitato.
- Fioritura: da maggio a ottobre.

### Frutti
Il frutto è del tipo a capsula deiscente. La forma è oblunga, cavato-compressa e contiene diversi piccoli semi striati. La capsula può essere cigliata oppure glabra ed è più o meno marginata all'apice. La lunghezza della capsula è come il calice (o un po' meno) : 4 – 8 mm.

## Riproduzione
- Impollinazione: l'impollinazione avviene tramite insetti (impollinazione entomogama).
- Riproduzione: la fecondazione avviene fondamentalmente tramite l'impollinazione dei fiori (vedi sopra).
- Dispersione: i semi cadendo a terra sono successivamente dispersi soprattutto da insetti tipo formiche (disseminazione mirmecoria).

## Tassonomia
La famiglia di appartenenza della specie (Orobanchaceae) comprende soprattutto piante erbacee perenni e annuali semiparassite (ossia contengono ancora clorofilla a parte qualche genere completamente parassita) con uno o più austori connessi alle radici ospiti. È una famiglia abbastanza numerosa con circa 60 - 90 generi e oltre 1700 - 2000 specie (il numero dei generi e delle specie dipende dai vari metodi di classificazione) distribuiti in tutti i continenti. Il genere Euphrasia è distribuito in Europa, Asia settentrionale e Nord America; le sue specie preferiscono climi freddi e temperati delle regioni extratropicali. Comprende circa 170 - 350 specie di cui almeno 18 sono presenti nella flora spontanea italiana.

### Filogenesi
La classificazione tassonomica del Euphrasia rostkoviana è in via di definizione in quanto fino a poco tempo fa il suo genere apparteneva alla famiglia delle Scrophulariaceae (secondo la classificazione ormai classica di Cronquist), mentre ora con i nuovi sistemi di classificazione filogenetica (classificazione APG) è stata assegnata alla famiglia delle Orobanchaceae (tribù Rhinantheae).
Anche il nome scientifico non è assegnato univocamente dalle varie checklist botaniche. Spesso viene definita come Euphrasia officinalis L..
Sandro Pignatti nella sua “Flora d'Italia” divide il genere in due “gruppi”: sezione CILIATAE con capsula cigliata al margine; e sezione ANGUSTIFOLIAE con capsula glabra. Euphrasia rostkoviana appartiene al primo gruppo insieme alle altre seguenti specie spontanee del territorio italiano:
- Euphrasia alpina Lam. - Eufrasia alpina;
- Euphrasia kerneri Wetts. - Eufrasia di Kerner;
- Euphrasia picta Wimm. - Eufrasia variopinta;
- Euphrasia marchesetti Wetts. - Eufrasia di Marchesetti;
- Euphrasia stricta D.Wolff. - Eufrasia stretta;
- Euphrasia hirtella Jordan – Eufrasia pelosetta;
- Euphrasia pulchella Kerner – Eufrasia gracile;
- Euphrasia liburnica Wetts. - Eufrasia della Liburnia;
- Euphrasia minima Jacq. ex DC. - Eufrasia minima.

Quasi tutte queste specie frequentano il nord Italia e la zona alpina (a parte Euphrasia liburnica) per cui facilmente si creano degli ibridi; inoltre sono specie molto simili, per cui a volte risulta difficile la separazione in specie diverse.
Il numero cromosomico per questa specie è: 2n = 22.

### Variabilità
Il genere di questa specie viene definito “genere critico” (vedi il paragrafo precedente). In effetti l'Euphrasia rostkoviana è una specie caratterizzata da un grande polimorfismo che può essere sintetizzato nei seguenti caratteri:
- la forma variabile delle foglie: ovale, lineare, oblunga oppure ottusa;
- la diversa lunghezza della capsula rispetto al calice;
- la capsula può essere cigliata oppure no;
- il colore del fiore varia facilmente;
- il grado di pubescenza della pianta fino ad essere setolosa o anche ghiandolosa.

Per determinare con un certo grado di sicurezza l'appartenenza di un individuo ad una data specie si consiglia di verificare i caratteri più significativi su campioni di popolazioni (5 – 10 individui) piuttosto che sul singolo fiore.
A complicare la situazione in questa specie sono presenti oltre alle frequenti ibridazioni, anche delle forme più o meno stagionali (dimorfismo dovuto a due fioriture successive nello stesso anno) :
- forma primaverile-estiva: gli internodi sono più lunghi delle brattee, in questo modo l'infiorescenza è allungata; i fusti inoltre sono poco ramosi;
- forma estivo-autunnale: gli internodi sono più brevi, in questo modo l'infiorescenza è accorciata; i fusti inoltre sono più ramosi.

Queste forme stagionali hanno indotto vari studiosi a distinguere due sottospecie ben separate:
- Euphrasia rostkoviana Hayne subsp. montana (Jordan) Ronniger[4] a fioritura primaverile-estiva;
- Euphrasia rostkoviana Hayne subsp. rostkoviana a fioritura estivo-autunnale;

che però secondo altri autori non hanno alcun significato tassonomico.
Nell'elenco che segue sono indicate alcune varietà e sottospecie (l'elenco può non essere completo e alcuni nominativi sono considerati da altri autori dei sinonimi della specie principale o anche di altre specie):
- Euphrasia rostkoviana Hayne fo. borealis F. Towns. (1917)
- Euphrasia rostkoviana Hayne subsp. campestris (Jordan) Wettst.
- Euphrasia rostkoviana Hayne subsp. campestris (Jordan) P.Fourn. (1837)
- Euphrasia rostkoviana Hayne subsp. campestris (Jordan) Hayek in Hegi (1913)
- Euphrasia rostkoviana Hayne subsp. hirtella (Jordan ex Reuter) H. & A. Marcailhou-d'Ayméric (1908)
- Euphrasia rostkoviana Hayne subsp. kreiselii Rothm. & U. Schneider (1965)
- Euphrasia rostkoviana Hayne subsp. montana (Jordan) Wettst. (1901)
- Euphrasia rostkoviana Hayne subsp. rostkoviana
- Euphrasia rostkoviana Hayne subsp. rostkoviana forma borealis F.Towns.
- Euphrasia rostkoviana Hayne subsp. rostkoviana forma rostkoviana
- Euphrasia rostkoviana Hayne subvar. campestris (Jordan) Hartl (1972)
- Euphrasia rostkoviana Hayne subvar. montana (Jordan) Hartl (1972)
- Euphrasia rostkoviana Hayne subvar. versicolor (A.Kern.) Hartl (1972)
- Euphrasia rostkoviana Hayne var. campestris (Jordan) Rouy (1909)
- Euphrasia rostkoviana Hayne var. fennica (Kihlman) Jalas (1977)
- Euphrasia rostkoviana Hayne var. onegensis (Cajander) Jalas (1977)
- Euphrasia rostkoviana Hayne var. montana (Jordan) Rouy (1909)

### Descrizione delle sottospecie
Per questa specie sono riconosciute le seguenti sottospecie (vedi anche le osservazioni nel paragrafo Variabilità) (sono indicate solamente le caratteristiche diverse dalla specie di riferimento):

#### Subsp.campestris

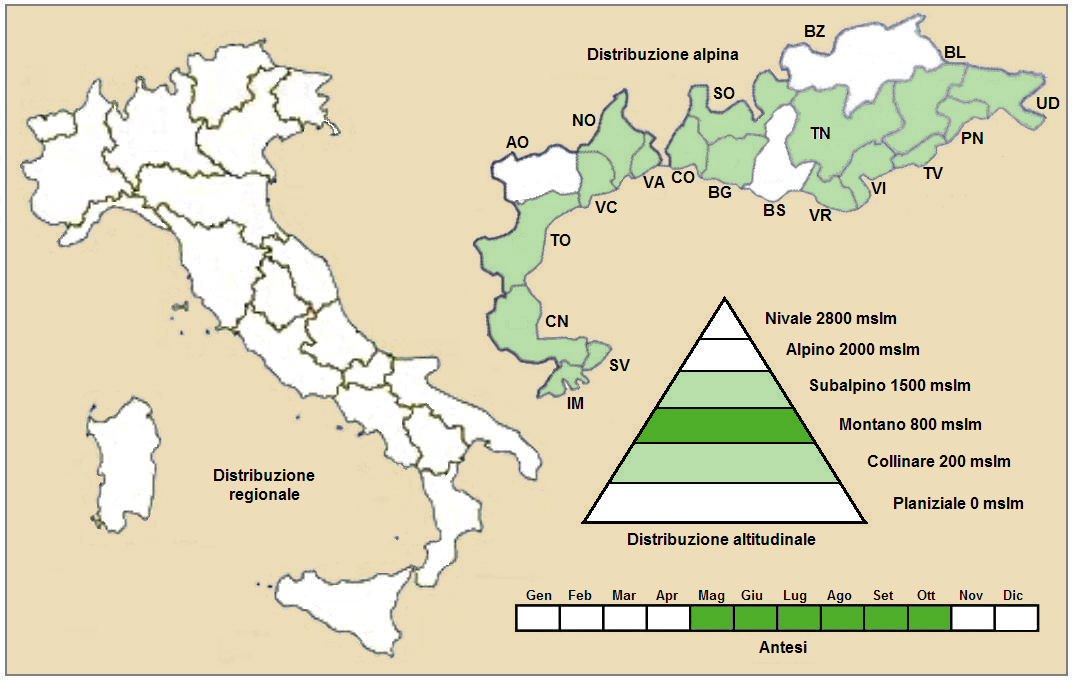
Distribuzione della sottospecie campestris
(Distribuzione regionale – Distribuzione alpina)

- Euphrasia rostkoviana Hayne subsp. campestris (Jordan) Wettst. (1896).
- Basionimo: Euphrasia campestris Jord.
- I fusti sono molto ramosi e le foglie sono più distribuite lungo il fusto.
- Le foglie hanno una dimensione massima di 9 mm.
- Diametro del fiore: 8 – 11 mm.
- Geoelemento: il tipo corologico (area di origine) è Circumboreale - Europeo.
- Distribuzione: sulle Alpi questa sottospecie è distribuita nelle zone occidentali e in Italia si può trovare al confine delle provincie di CN TO e AO. Sui rilievi europei è presente solamente nelle seguenti zone: Massiccio Centrale, Massiccio del Giura e Vosgi. S trova anche nei Monti Balcani.[16]
- Habitat: è una pianta abitatrice dei prati e pascoli igrofili e mesofili. Il substrato preferito è sia calcareo che siliceo con pH neutro e bassi valori nutrizionali del terreno che deve essere mediamente umido.
- Distribuzione altitudinale: sui rilievi queste piante frequentano il seguente piano vegetazionale: montano.
- Fitosociologia[17]:

Formazione : delle comunità a emicriptofite e camefite delle praterie rase magre secche
Classe : Festuco-Brometea
Ordine : Brometalia erecti
Alleanza : Mesobromion

#### Subsp.montana

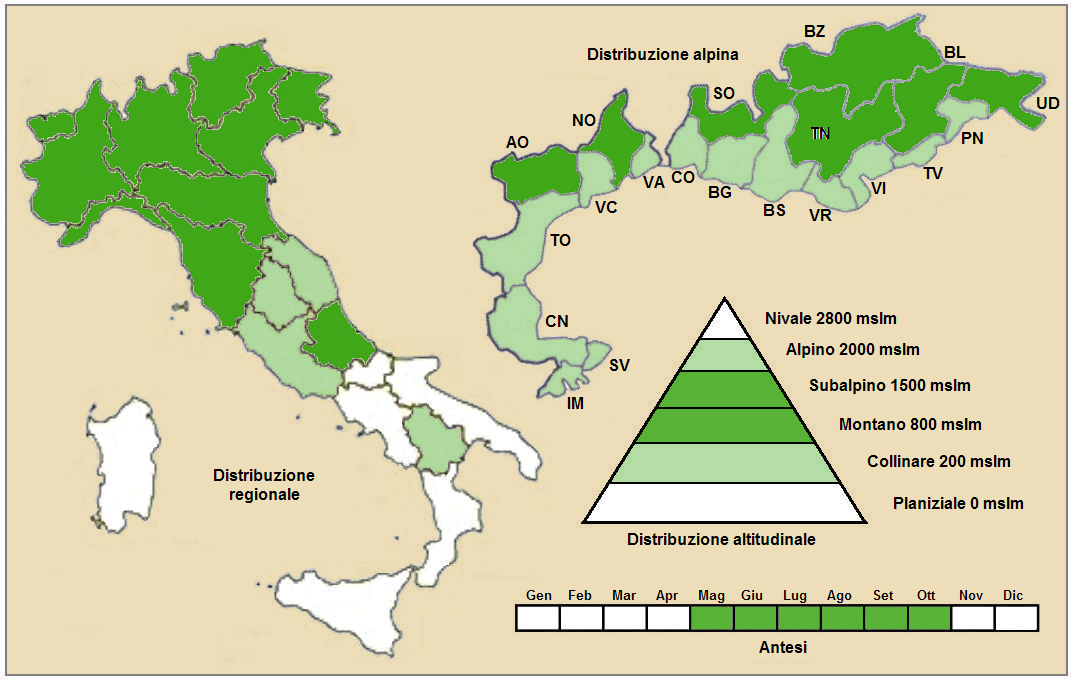
Distribuzione della sottospecie montana
(Distribuzione regionale – Distribuzione alpina)

- Euphrasia rostkoviana Hayne subsp. montana (Jordan) Wettst., 1901[17]
- Basionimo: Euphrasia montana Jord.
- I fusti sono poco ramosi.
- Le foglie in genere sono più piccole della specie di riferimento; i denti delle brattee sono ottusi.
- L'infiorescenza è più allungata in quanto gli internodi sono più lunghi delle brattee.
- Diametro del fiore: 9 – 12,5 mm.
- Fioritura: primaverile-estiva.
- Geoelemento: il tipo corologico (area di origine) è Circumboreale - Europeo.
- Distribuzione: sulle Alpi è distribuita solo nelle zone più interne (province: AO NO SO BZ TN BL UD). In parte (zone settentrionali) si trova anche sugli Appennini. Sui rilievi europei è presente nelle seguenti zone: Massiccio Centrale, Massiccio del Giura, Carpazi, e Monti Balcani. Nel resto dell'Europa si trova dalla Spagna alla Russia.[18]
- Habitat: è una pianta abitatrice delle schiarite boschive, prati e pascoli igrofili e mesofili. Il substrato preferito è sia calcareo che siliceo con pH neutro e bassi valori nutrizionali del terreno che deve essere umido.
- Distribuzione altitudinale: sui rilievi queste piante frequentano i seguenti piani vegetazionali: montano e subalpino.
- Fitosociologia[17]:

Formazione : delle comunità delle macro- e megaforbie terrestri
Classe : Molinio-Arrhenatheretea

#### Subsp.rostkoviana

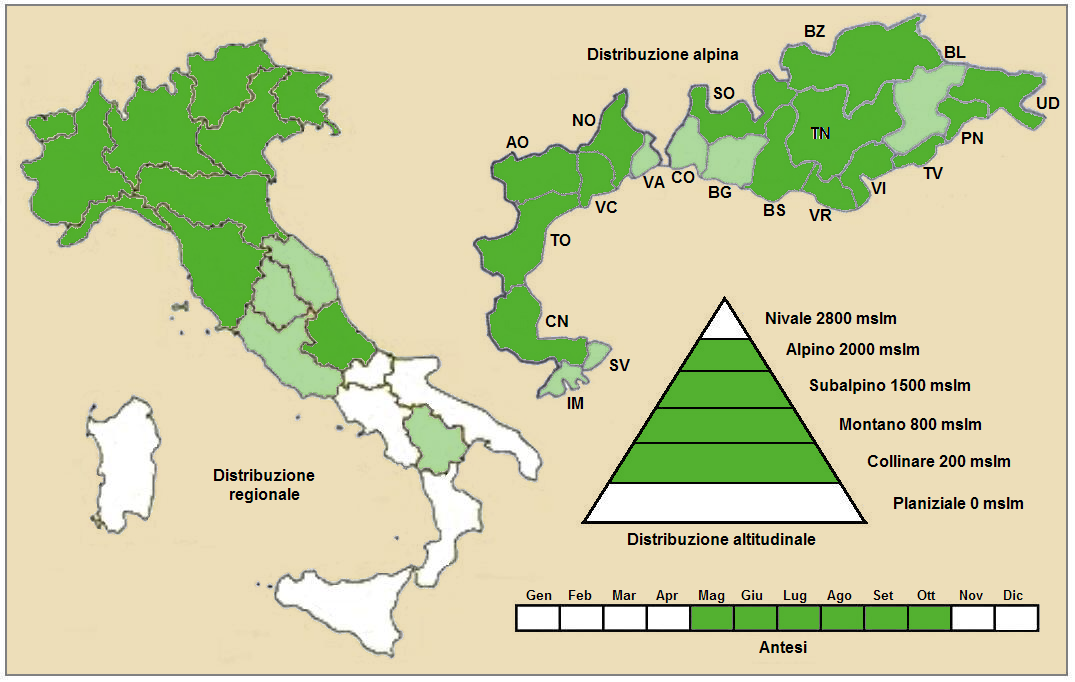
Distribuzione della sottospecie rostkoviana
(Distribuzione regionale – Distribuzione alpina)

- Euphrasia rostkoviana Hayne subsp. rostkoviana Hayne (1825).
- È la specie più comune.
- I fusti sono più ramosi e le foglie-brattee sono addensate sotto l'infiorescenza.
- Le foglie hanno una dimensione massima di 15 mm.
- L'infiorescenza è più accorciata in quanto gli internodi sono più brevi.
- Diametro del fiore: 6,5 – 12 mm.
- Fioritura: estivo-autunnale.
- Geoelemento: il tipo corologico (area di origine) è Circumboreale.
- Distribuzione: è una pianta comune sulle Alpi (escluse le province di VA CO BG BL) e Appennini settentrionali, rara in altre zone. Sui rilievi europei è presente nelle seguenti zone: Pirenei, Massiccio Centrale, Massiccio del Giura, Vosgi, Carpazi, Alpi Dinariche e Monti Balcani.[15] Nel resto dell'Europa è presente quasi ovunque.[19]
- Habitat: è una pianta comune negli ambienti ruderali e scarpate ghiaiose, schiarite boschive, torbiere, prati e pascoli igrofili e mesofili. Il substrato preferito è sia calcareo che siliceo con pH neutro e bassi valori nutrizionali del terreno che deve essere umido.
- Distribuzione altitudinale: sui rilievi queste piante si possono trovare dal piano ai monti sin oltre la vegetazione arborea fino a 2400 m s.l.m.; frequentano quindi i seguenti piani vegetazionali: collinare, montano e subalpino, ma anche in parte quello alpino.
- Fitosociologia[17]:

Formazione : delle comunità delle macro- e megaforbie terrestri
Classe : Molinio-Arrhenatheretea

### Ibridi
Con la specie Euphrasia tricuspidata L. la pianta di questa voce forma il seguente ibrido interspecifico:
- Euphrasia × trikoviana Vitek (1982).

### Sinonimi
La specie di questa scheda ha avuto nel tempo diverse nomenclature. L'elenco che segue indica alcuni tra i sinonimi più frequenti:
- Euphrasia alpina Lam. var. rostkoviana Bég. (sinonimo della subsp. rostkoviana)
- Euphrasia arctica Lange ex Rostr. subsp. borealis (F.Towns.) Yeo
- Euphrasia campestris Jordan (1852) (basionimo della subsp. campestris)
- Euphrasia montana Jordan (1852) (basionimo della subsp. montana)
- Euphrasia officinalis L. (1753) (sinonimo della subsp. rostkoviana)
- Euphrasia officinalis L. subsp. campestris (Jordan) Kerguélen & Lambinon in Lambinon & al. (1993) (sinonimo della subsp. campestris)
- Euphrasia officinalis L. subsp. montana (Jordan) Berher in L. Louis (1887) (sinonimo della subsp. montana)
- Euphrasia officinalis L. subsp. monticola Silverside (1991) (sinonimo della subsp. montana)
- Euphrasia officinalis L. subsp. pratensis Schübler & Martens (1834)
- Euphrasia praerostkoviana Chitr.
- Euphrasia pratensis Fr.

### Specie simili

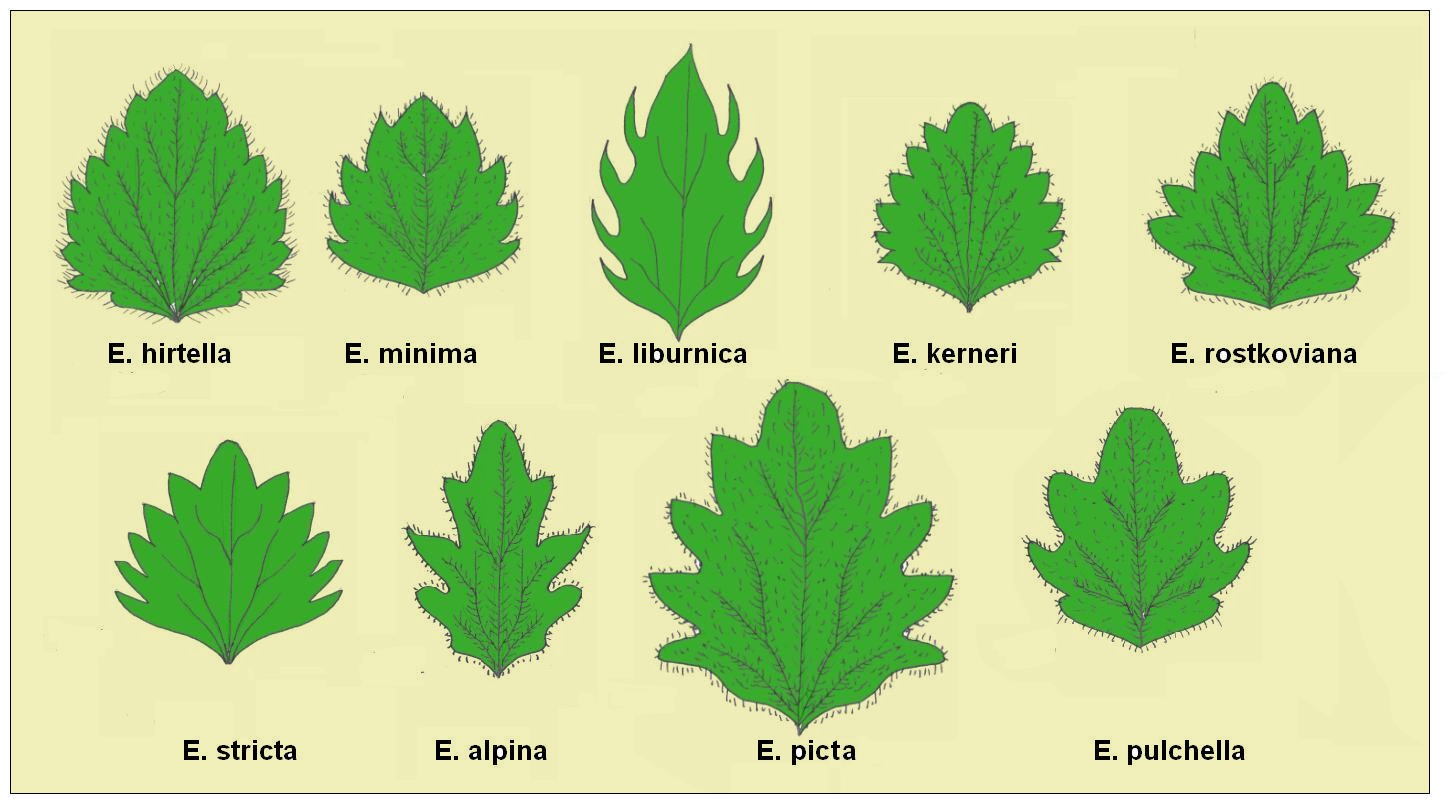
Foglie di alcune specie della sezione Ciliatae

La forma della corolla (labiata) del fiore avvicina la pianta di questa scheda ai generi della famiglia delle Lamiaceae che tuttavia si distinguono in quanto il calice delle Lamiaceae è a cinque denti (pentamero) e il frutto è un tetrachenio.

Nell'ambito dello stesso genere una specie molto vicina è l'Euphrasia alpina Lam. (Eufrasia delle Alpi); questo è dovuto anche al fatto che le specie di questo genere nelle zone alpine uniscono facile ibridabilità ad elevata variabilità. Quest'ultimo fiore si distingue comunque per le brattee la cui zona più larga è a metà del corpo (e non a 1/3 dalla base), ed inoltre hanno la base cuneata. Inoltre la corolla è più decisamente violetta.

Altre specie simili (elencate brevemente) sono:
- Euphrasia picta Wimm. – Eufrasia variopinta: la pianta non è ghiandolosa e il labbro inferiore della corolla è più lungo.
- Euphrasia stricta D.Wolff – Eufrasia stretta: il tubo corollino non s'ingrossa durante la fioritura.

Anche le foglie, in genere, sono soggette a varietà morfologiche, tuttavia hanno dei caratteri abbastanza specifici per cui possono essere utili per distinguere una specie dall'altra. Il disegno, a lato (tratto da Pignatti), mostra la forma delle foglie di alcune specie della sezione Cilatae.

## Usi

### Farmacia
Questa pianta ha avuto un lungo uso nell'antica medicina erboristica. Era considerata tonico-risolutiva e fortificatrice della memoria nonché oftalmica. A questo proposito sembra che gli estratti di questa pianta possano alleviare la congiuntivite e la blefarite. A tal proposito è interessante notare come il nome volgare della pianta, in tedesco, si traduce come "sollievo per gli occhi".
- Sostanze presenti: “rinantina”, tannino, essenze varie e sali.
- Proprietà curative: tonica (rafforza l'organismo in generale), digestiva, astringente (limita la secrezione dei liquidi), diuretiche (facilita il rilascio dell'urina) e vulneraria (guarisce le ferite).
- Parti usate: la pianta intera.

### Cucina
Viene usata da qualcuno come insalata per il suo leggero sapore amarognolo.

### Giardinaggio
L'“Eufrasia officinale” viene usata, ma raramente, nei giardini rocciosi e alpini per creare dei cuscinetti omogenei e riempitivi.

## Altre notizie
L'eufrasia alpina in altre lingue è chiamata nei seguenti modi:
- (DE)  Wiesen-Augentrost oppure Echter Augentrost oppure Großer Augentrost.
- (FR)  Euphrasie de Rostkov oppure Casse-lunettes.

## Galleria d'immagini

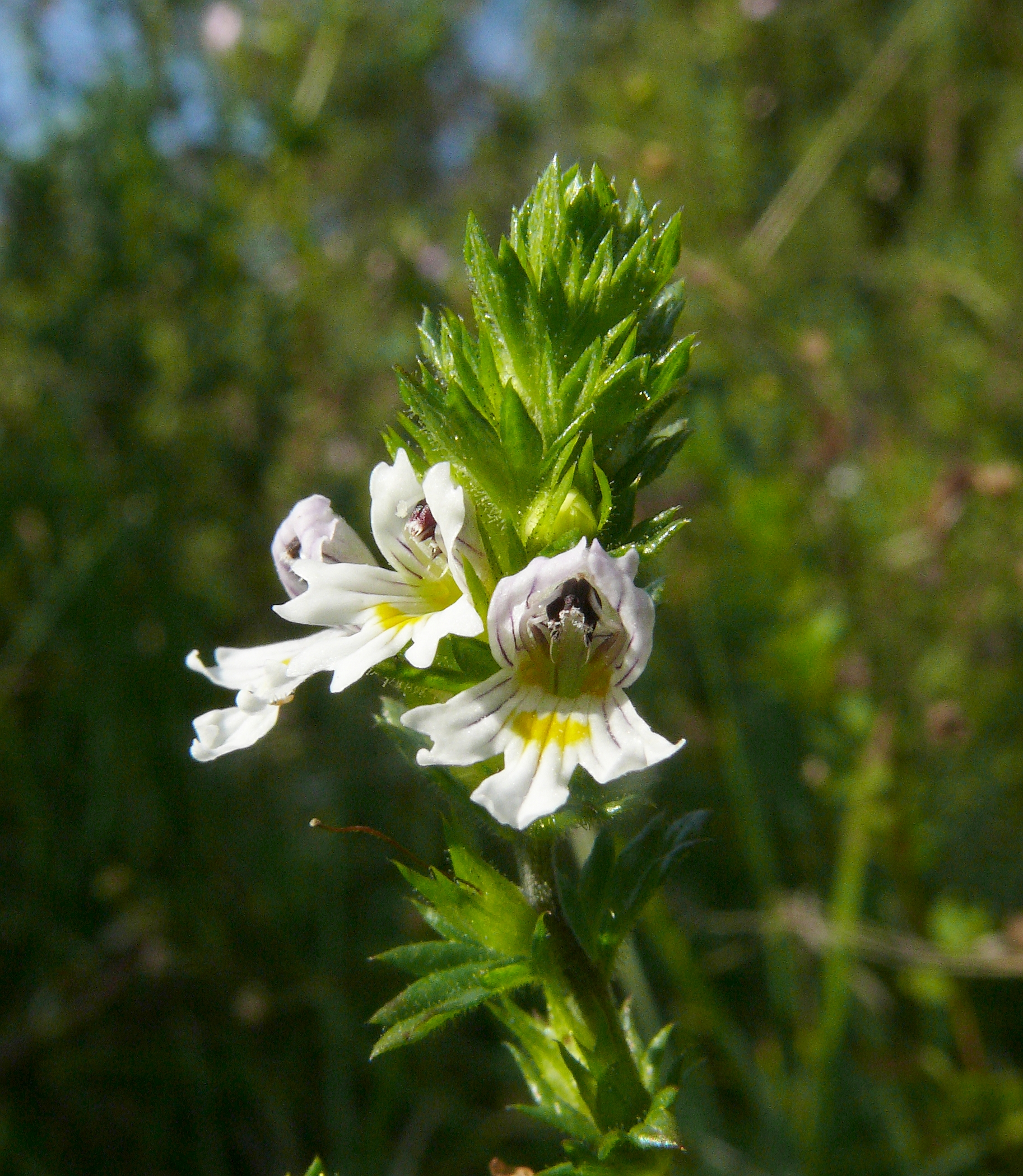
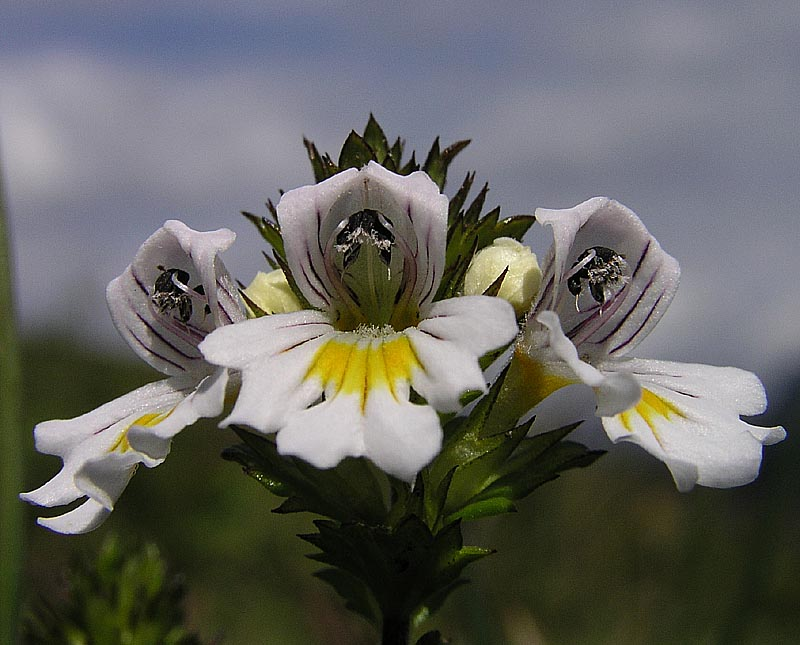
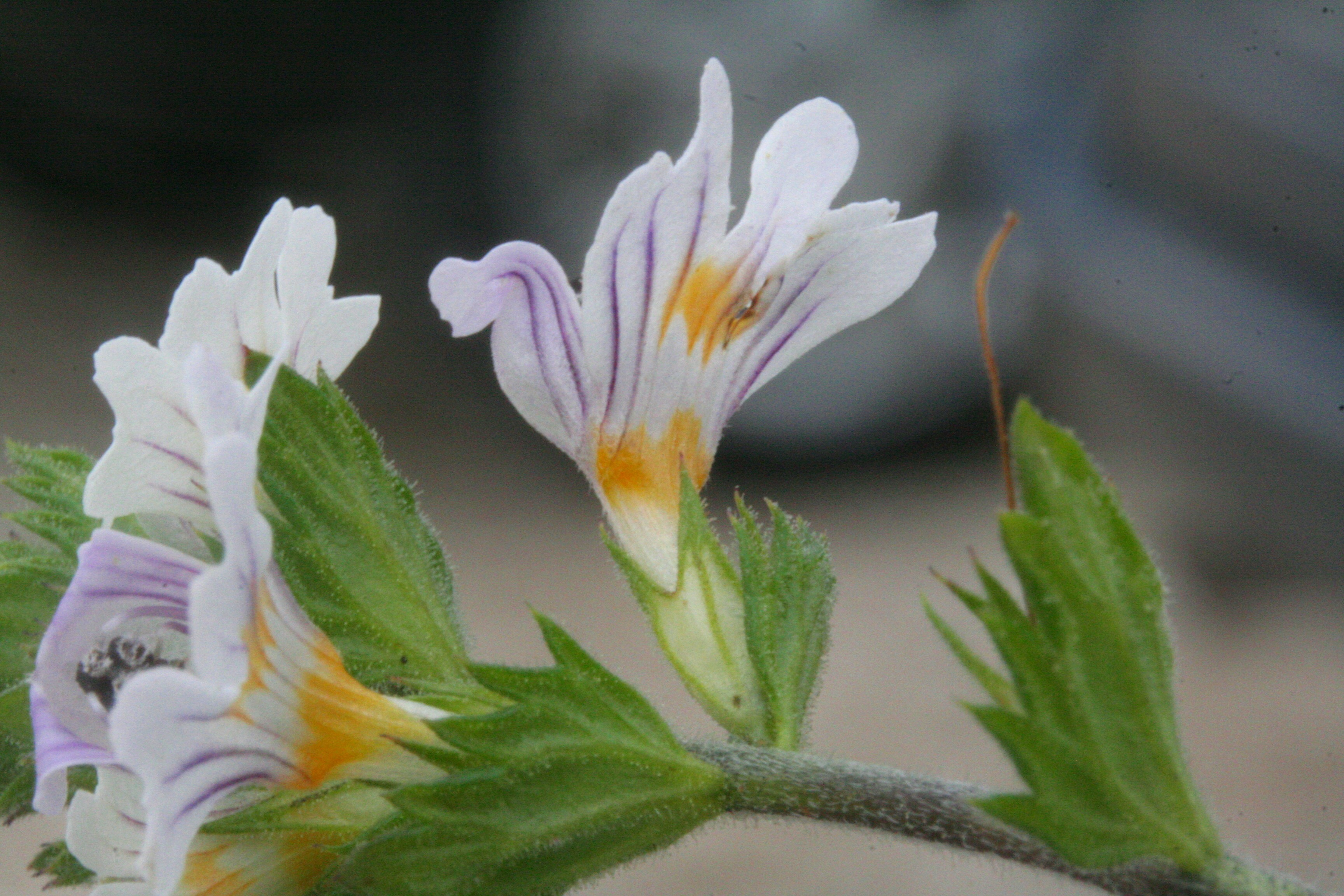
Località : La Faverghera (BL), 1413 m s.l.m. - 22/08/2008
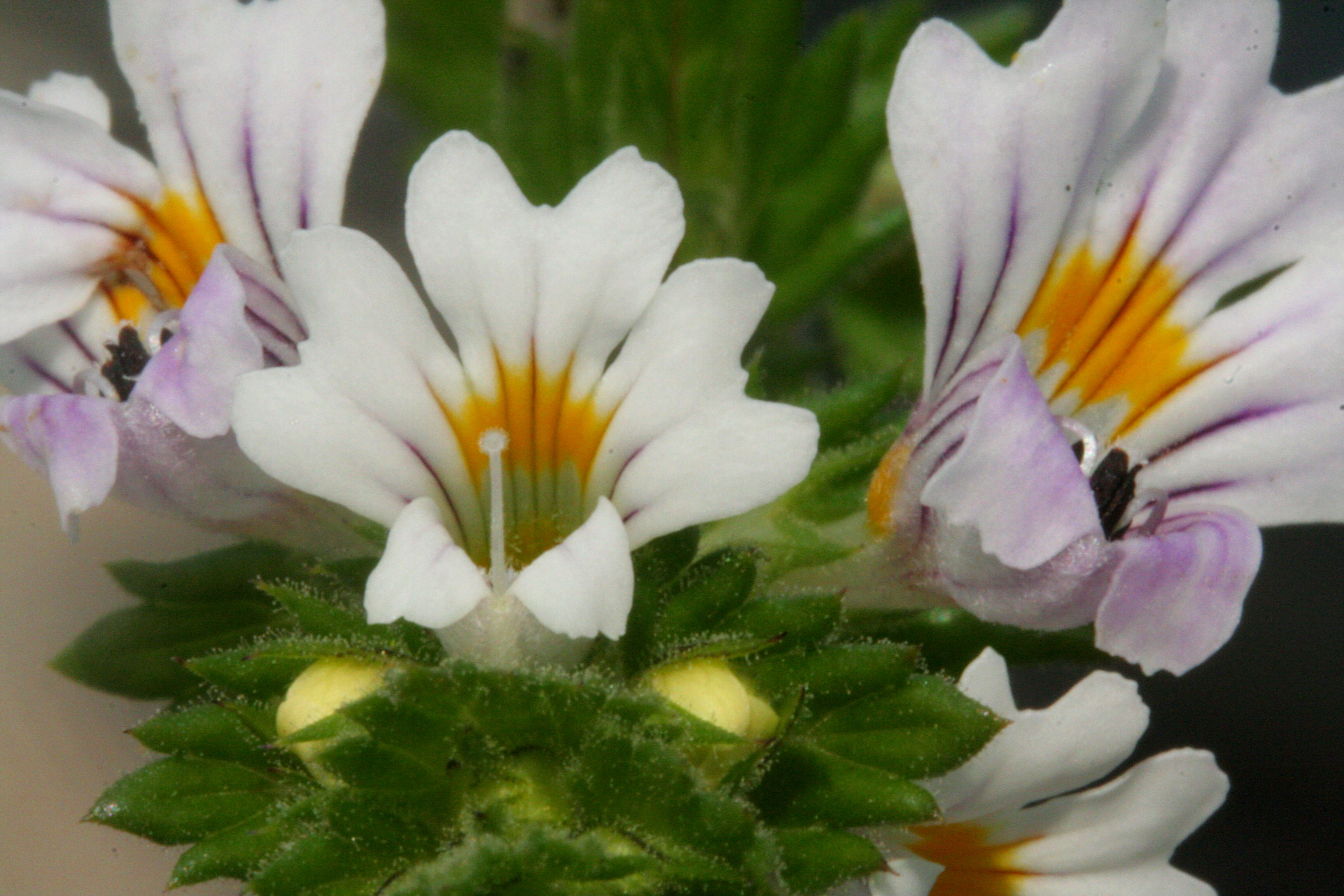
Località : La Faverghera (BL), 1413 m s.l.m. - 22/08/2008